# 김현장
김현장(1950년 2월 16일 ~ )은 대한민국의 정치인이다. 대한민국 전남 강진군 칠량면에서 태어났으며, 조선대학교 공과대학을 졸업했다. 80년대 학생운동에 참여했으나 이후 보수로 전향하여 2013년 새누리당 국민대통합위 산하 광주전남본부 본부장으로 활동했다. 국민의힘 광주시당위원장 등을 역임했다.

## 생애
당시 강진군의 부농이던 김동균의 장남으로 태어났으나, 한국전쟁으로 몰락하여 가난한 어린시절을 보냈다. 증조할아버지는 억만장자로 땅 7만평을 희사하고 강진농고를 세웠다고 한다. 1966년 강진중학교를 졸업하고 광주에서 독립생활을 하면서 1973년 2월까지 연탄장사, 맥주홀 종업원 겸 색소폰 연주자, 공사장 인부, 탄광 광부 생활을 하면서 동생 김백훈, 김상호의 학비와 생활비를 벌었다. 1973년 4월 군입대를 앞두고 배고픔 끝에 강도짓을 했으나, 근처 경찰에 자수하고 강도상해 죄로 징역 2년에 집행 유예 5년으로 풀려났다.
학창시절에는 르포라이터로 활약하면서, 대화, 뿌리깊은 나무 등의 월간잡지에 많은 글을 올렸다. 1977년에는 무등산 타잔 박흥숙 사건의 진상을 대화에 쓰는 한편 한국기자협회보에도 무책임한 신문보도를 폭로한다라는 글을 올려 파문을 일으켰다.
1978년 2월 조선대학교 금속공학과를 졸업하고 인천 한국기계와 일신제강에 합격했으나, 직장을 포기하고 만 2년간 번역과 원고일 등으로 생활하였다.
주로 농촌, 여성문제와 올바른 종교관을 다루는 논문과 기사 등 민중의 고통을 폭로하는 글을 썼다.

## 구속
1980년 5·18 광주 민주화 운동 당시 구례 천은사에 머물면서 광주에서 탈출한 사람들의 이야기를 정리해 〈전두환 광주살육작전〉이라는 유인물을 만들어 전주교구 전주 중앙성당을 맡고 있던 문정현 신부를 찾아왔으며, 문정현은 전주교구청 윤전기로 1만장을 복사해서 부산·대구·서울로 보내고 미사 전후로 유인물을 주보에 넣어서 나눠주었다.(김현장이 직접 2만부를 복사해서 전주 등에 살포했다고도 한다.)
김현장은 이로 인해 수배상태가 되어 1980년 5월 27일부터 2년간 강원도 원주 천주교 농민교육원에서 최기식 신부의 묵인아래 피신생활을 했다. 1981년 부활절대는 세례를 받았다.
1982년 3월 18일 있었던 부산 미국문화원 방화 사건을 일으킨 문부식과 김은숙 등에게 의식화 교육을 시킨 혐의로 1982년 4월 2일에 가톨릭 원주교육원에서 자수형식으로 체포돼 사형 선고를 받고 10년 넘게 복역하다가 김영삼 정권 때 특별사면되었다.
공산주의자는 권력은 총구에서 나온다고 한다. 현 정권은 총구와 대포구멍에서 나왔다. 이 정권의 성립 자체가 공산주의자의 말에 가장 충실한 것이다. 저들은 정의와 복지를 부르짖고 개국이래 가장 바람직한 정권으로 자신을 선전하고 있다. 그러나 민주, 정의, 복지는 군사 파쇼 정권으로 이루어진 일이 일찍이 없었다. 민족을 학살하고 그 피 위에 선 정권이 어떻게 통일을 이야기 할 수 있단 말인가.— 1982년 부산미문화원방화사건 관련자 재판에서 최후진술

사건과 관련한 변호에 대해서 총론은 이돈명, 사건변론은 홍성우, 김현장은 황인철 변호사가 맡았다. 1983년 부산 미국문화원 방화 사건 배후조종 혐의로 구속될 때 같이 잡혀왔던 당시 원주 치악산 서점 김영애와 옥중에서 혼인신고를 해서 부부가 되었다. 하지만 현재 김영애의 사치스럽고 불미스러운 사생활로 인해 이혼을 하고, 현재 다른 사람과 재혼을 한 상태이다. 1988년 10월 9일 부산 미문화원 투쟁의 의의와 정당성을 재평가하고 대중화하며, 이를 통해 전체 민족 민주운동의 대중적 기반을 넓히고 양심수에 대한 개인 및 사건별 후원회의 모범을 제시하여 이를 통해 전국 양심수 후원 활동을 하나의 독자적인 운동 영역으로 자리잡게 하는데 기여하기 위하여 김현장·문부식 후원회가 창립되었다.

## 재구속
1989년 임수경 세계청년학생축전 참가사건으로, 1990년 10월 유럽민협과 재일한국민주통일연합에 전민련 회의결과 등을 보내 국가기밀을 누설한 혐의 등으로 다시 구속기소돼 징역 7년을 선고 받고, 1993년 가석방되었다.
이때 부인 김영애와 같이 구속되었는데, 이 과정에서 김영애는 각목으로 전신을 구타당하는 비인간적인 고문을 받아 아이를 유산했다고 한다. 징역7년을 선고 받고 1993년 3월 석방되었다.
민족문학작가회의 소속회원이다.

## 정치 활동
석방 후 1997년에는 시민단체인 광주포럼을 결성해서 이회창 당시 신한국당 후보를 공개지지하고, 2007년에는 2007년 대선 후보로 "국가가 혼란에 빠질수록 상대적으로 정직한 지도자를 뽑아야 한다."며 박근혜 지지를 선언했다.
2010년 5월에 치러진 제5회 전국동시지방선거 인천시장 선거에서는 안상수 후보를 지지하였다.

## 저서
- 김현장 (1994). 《빈첸시오，살아서 증명하라: 부산 미문화원 방화사건의 사형수 김현장 육필수기》. 사회평론(주).